# Олена Сковітіна
Олена Сковітіна (урожд. Міськова; нар.. 19 серпня 1986, Бендери, Молдавська РСР) — молдавська шашистка. Міжнародна гросмейстерка з 2005 року; триразова чемпіонка світу (2005, 2006, 2015) і дворазова чемпіонка Європи (2004, 2008) з російських шашок, чемпіонка світу з блискавичної гри в бразильські (2007) та російські (2009, 2015) шашки, багаторазова чемпіонка Молдови.

## Біографія
Олена Сковітіна навчається на другому академічному ступені в Молдавському державному університеті, стипендіатка міністерства спорту Молдавії.
За спортивні успіхи нагороджена медаллю «Meritul Civic».
Вийшовши заміж, виступає під прізвищем Сковітіна.

## Спортивна кар'єра

### Шашки-64
Олена Міськова навчилася грати в шашки в п'ятирічному віці. У Бендерах займалася під керівництвом заслуженого тренера Молдови Миколи Грінгруза (1932—1994). У 2002 році Олена стала чемпіонкою світу та Європи з шашок на малій дошці серед кадеток, в 2003 році чемпіонкою Європи серед юніорок, а в 2004 і 2005 роках чемпіонкою світу серед юніорок.
У 2004 році в Калузі 18-річна Олена Міськова стала чемпіонкою Європи серед жінок. Нарешті, в 2005 році в Дніпродзержинську Міськова піднялася на найвищу сходинку п'єдесталу на чемпіонаті світу з російських шашок серед дорослих, випередивши за додатковими показниками українку Вікторію Мотричко. Тоді ж вона виграла чемпіонат світу з гри за скороченим контролем часу. У тому ж році їй було присвоєно звання міжнародного гросмейстера. У березні 2006 року Олена Міськова продовжила свої повноваження чемпіонки ще на рік, перемігши в Санкт-Петербурзі Антоніну Лангіну.
У 2006 році Міськова виграла командну першість Бразилії з шашок у складі клубу «Сан-Бернардо». У 2007 році молдавська шашистка стала чемпіонкою світу з блискавичної гри і за грою з укороченим контролем часу в бразильські шашки.
У 2008 році Олена Міськова посіла друге місце у турнірі з російських шашок на Всесвітніх інтелектуальних іграх, поступившись у фіналі плей-офф українці Вікторії Мотричко. У тому ж році вона стала дворазовою чемпіонкою Європи з російських шашок, здобувши перемогу в Каргополі.
У 2009 році в Рубіжному, залишившись лише на четвертому місці в основній програмі, Міськова вдруге стала чемпіонкою світу з бліцу і в третє — чемпіонкою світу з гри за укороченим контролем часу. У 2015 році в Санкт-Петербурзі, вже виступаючи після довгої перерви під новим прізвищем, вона завоювала свою третю золоту медаль чемпіонатів світу спочатку в бліці, а потім і в класичній програмі.
Олена Міськова (Сковітіна) — семикратна чемпіонка Молдови з російським шашок.

#### Історія участі в міжнародних змаганнях з російським шашок
| Рік  | Рівень | Місце проведення         | Турнір/матч              | Результат     | Місце |
| ---- | ------ | ------------------------ | ------------------------ | ------------- | ----- |
| 2004 | ЧЄ     | Росія Калуга             | Турнір                   |               | 1     |
| 2005 | ЧС     | Україна Дніпродзержинськ | Турнір                   |               | 1     |
| 2006 | ЧС     | Росія Санкт-Петербург    | Матч з Росія А. Лангіною | 2-1 за сетами | 1     |
| 2006 | ЧЄ     | Німеччина Саарбрюккен    | Турнір                   | 4+ 3= 2-      | 6     |
| 2008 | ЧЄ     | Росія Каргополя          | Турнір                   | 6+ 3= 0-      | 1     |
| 2008 | ВІСІ   | КНР Пекін                | Турнір                   | 6+ 3= 1-      | 2     |
| 2009 | ЧС     | Україна Рубіжне          | Турнір                   | 3+ 2= 2-      | 4     |
| 2015 | ЧС     | Росія Санкт-Петербург    | Турнір                   | 6+ 2= 1-      | 1     |
| 2017 | ЧС     | Росія Санкт-Петербург    | Турнір + плей-офф        | 3+ 5= 0- *    | 2     |
| 2018 | ЧЄ     | Болгарія Кранєво         | Турнір + плей-офф        | 5+ 2= 0- *    | 2     |

* на попередньому етапі

### Міжнародні шашки
У 2002 році Олена Міськова виграла чемпіонат Європи з міжнародних шашок серед дівчат у віковій категорії до 16 років. У 2005 році вона поділила третє місце на чемпіонаті світу з міжнародних шашок серед дівчат.